# Niedermeiser
Niedermeiser ist der bevölkerungsreichste Stadtteil der nordhessischen Kleinstadt Liebenau im Landkreis Kassel.

## Geographische Lage

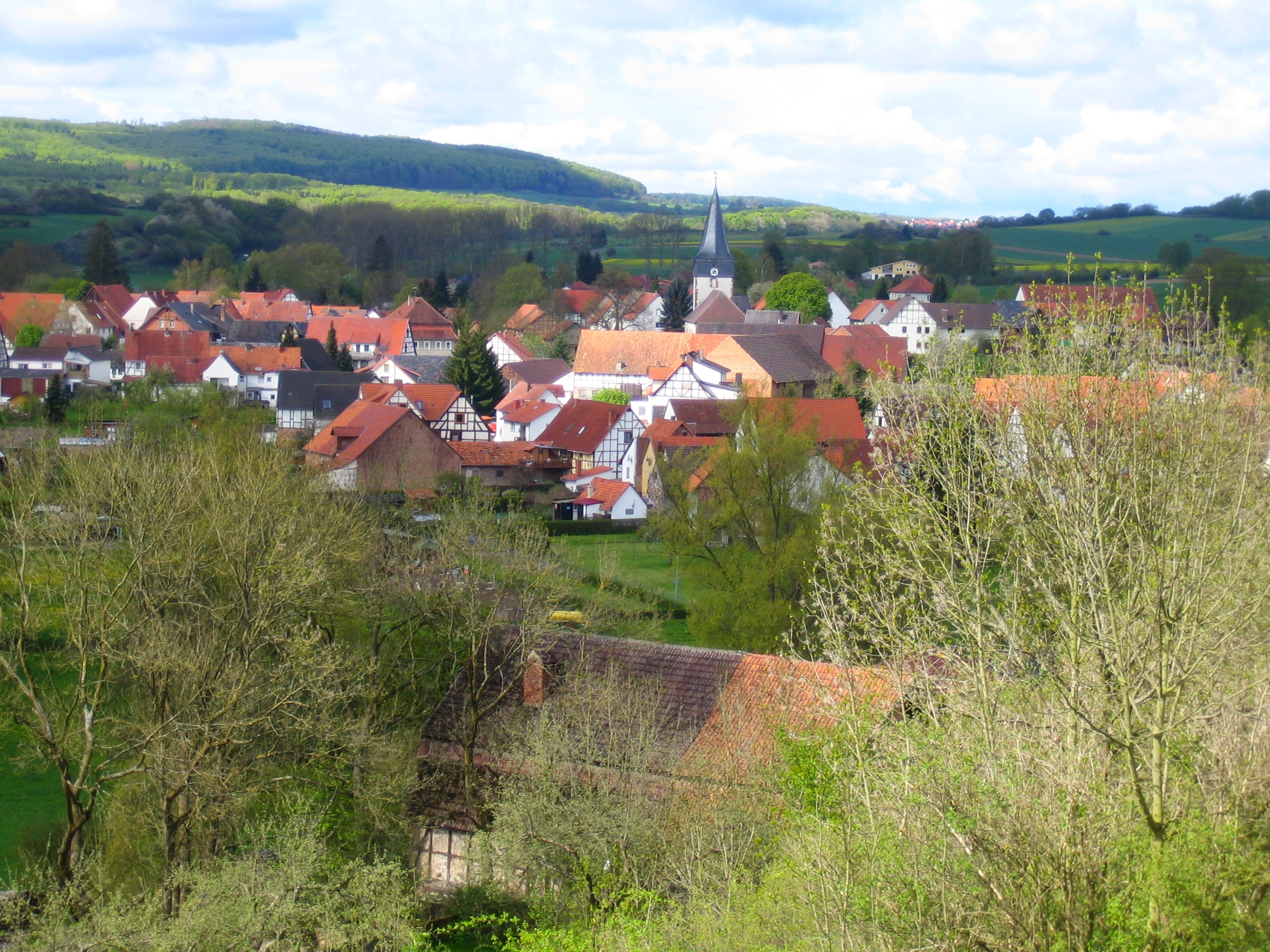
Niedermeiser vom Fössenberg (2008)

Niedermeiser liegt als südlichster Stadtteil von Liebenau in der Westhessischen Senke nahe der Grenze zum nördlich und westlich gelegenen Oberwälder Land und zum etwas südwestlich liegenden Habichtswälder Bergland. Es befindet sich etwas nördlich des Naturparks Habichtswald an der Mündung des Ruhrbachs in die Warme. Die Liebenauer Kernstadt liegt 4,4 km nordnordwestlich, jene von Warburg 11,5 km westnordwestlich, die Kernstadt von Hofgeismar 6,4 km nordöstlich. Nordöstlich der Ortschaft erhebt sich der Rosenberg (299,7 m) und ostnordöstlich der Fössenberg (205,9 m).

## Geschichte

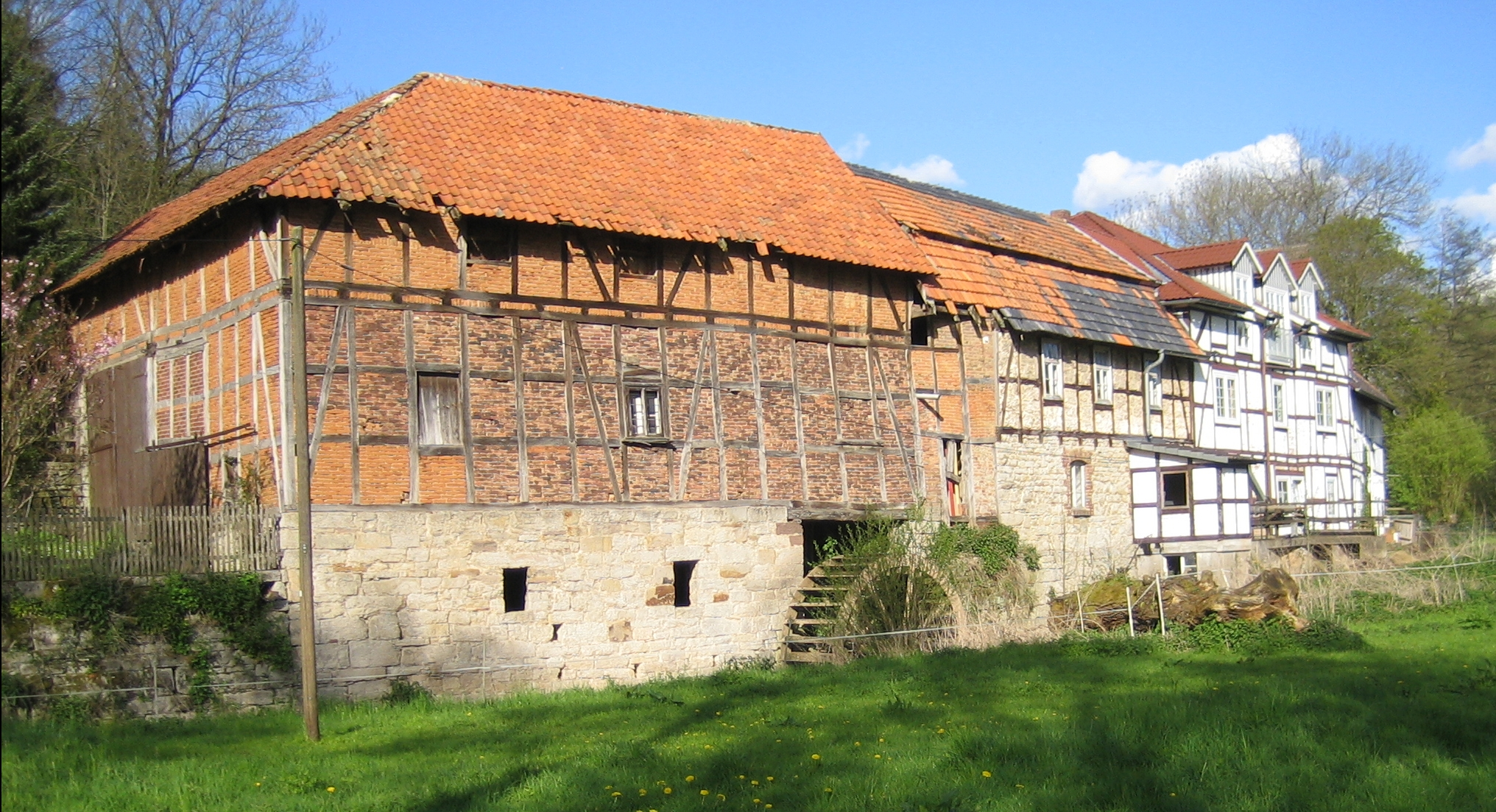
Fuchsmühle Niedermeiser (2008)

Über 4000 Jahre alte Grabanlagen und Bodenfunde deuten auf eine Besiedlung der Gegend seit mindestens der ausgehenden Jungsteinzeit am Übergang zur Bronzezeit hin.
Die älteste bekannte schriftliche Erwähnung von Niedermeiser erfolgte im Jahr 1019 unter dem Namen Meiskere in einer Urkunde des Klosters Kaufungen.
Während der Zeit des Königreichs Westphalen (1807–1813) war der Ort Verwaltungssitz des Kantons Niedermeiser.

### Gebietsreform
Im Zuge der Gebietsreform in Hessen wurde die bis dahin selbständige Gemeinde Niedermeiser am 1. April 1972 auf freiwilliger Basis in die Stadt Liebenau eingemeindet.
Für Niedermeiser, wie für die nach Liebenau eingegliederten ehemals selbständigen Gemeinden und die Kernstadt (Stadtteile), wurden Ortsbezirke mit Ortsbeirat und Ortsvorsteher nach der Hessischen Gemeindeordnung gebildet.

### Bevölkerung

#### Einwohnerentwicklung
Quelle: Historisches Ortslexikon
- 1571: 90 Wohnhäuser
- 1585: 95 Haushaltungen
- 1747: 102 Haushaltungen

| Niedermeiser: Einwohnerzahlen von 1834 bis 2022 | Niedermeiser: Einwohnerzahlen von 1834 bis 2022 | Niedermeiser: Einwohnerzahlen von 1834 bis 2022 | Niedermeiser: Einwohnerzahlen von 1834 bis 2022 | Niedermeiser: Einwohnerzahlen von 1834 bis 2022 |
| --- | ----------------------------------------------- | ----------------------------------------------- | ----------------------------------------------- | ----------------------------------------------- |
| Jahr |                                                 |                                                 |                                                 | Einwohner                                       |
| 1834 | 1834                                            |                                                 | 819                                             | 819                                             |
| 1840 | 1840                                            |                                                 | 891                                             | 891                                             |
| 1846 | 1846                                            |                                                 | 932                                             | 932                                             |
| 1852 | 1852                                            |                                                 | 942                                             | 942                                             |
| 1858 | 1858                                            |                                                 | 860                                             | 860                                             |
| 1864 | 1864                                            |                                                 | 877                                             | 877                                             |
| 1871 | 1871                                            |                                                 | 843                                             | 843                                             |
| 1875 | 1875                                            |                                                 | 785                                             | 785                                             |
| 1885 | 1885                                            |                                                 | 770                                             | 770                                             |
| 1895 | 1895                                            |                                                 | 672                                             | 672                                             |
| 1905 | 1905                                            |                                                 | 603                                             | 603                                             |
| 1910 | 1910                                            |                                                 | 626                                             | 626                                             |
| 1925 | 1925                                            |                                                 | 597                                             | 597                                             |
| 1939 | 1939                                            |                                                 | 624                                             | 624                                             |
| 1946 | 1946                                            |                                                 | 992                                             | 992                                             |
| 1950 | 1950                                            |                                                 | 957                                             | 957                                             |
| 1956 | 1956                                            |                                                 | 819                                             | 819                                             |
| 1961 | 1961                                            |                                                 | 762                                             | 762                                             |
| 1967 | 1967                                            |                                                 | 718                                             | 718                                             |
| 1970 | 1970                                            |                                                 | 743                                             | 743                                             |
| 1980 | 1980                                            |                                                 | ?                                               | ?                                               |
| 1990 | 1990                                            |                                                 | ?                                               | ?                                               |
| 2000 | 2000                                            |                                                 | ?                                               | ?                                               |
| 2011 | 2011                                            |                                                 | 738                                             | 738                                             |
| 2019 | 2019                                            |                                                 | 674                                             | 674                                             |
| 2022 | 2022                                            |                                                 | 661                                             | 661                                             |
| Datenquelle: Historisches Gemeindeverzeichnis für Hessen: Die Bevölkerung der Gemeinden 1834 bis 1967. Wiesbaden: Hessisches Statistisches Landesamt, 1968. Weitere Quellen: ; Zensus 2011; Stadt Liebenau: |                                                 |                                                 |                                                 |                                                 |

#### Religionszugehörigkeit
| • 1961: | 684 evangelische (= 89,76 %), 73 katholische (= 9,58 %) Einwohner |

## Kultur und Sehenswürdigkeiten
In der näheren Umgebung gibt es zahlreiche Sehenswürdigkeiten wie die historischen Stadtbilder von Warburg, Hofgeismar und Bad Karlshafen, die Großstadt Kassel oder die Burgen im benachbarten Reinhardswald wie z. B. die Saba-, die Trendel- oder die Krukenburg.
Ein „Pleban“, also ein Priester vor Ort, ist erstmals 1464 belegt, was für eine Kirche am Ort in dieser Zeit spricht, deren Patronat die von der Malsburg hatten. Das Datum 1593 an einem Eckstein des Turmes verweist auf eine ältere Kirche, damals wohl bereits erneuerte Kirche. Die ev. Kirche ist über dem östlichen Süd-Portal auf das Jahr 1774 datiert und neben einer vierzeiligen Inschrift mit den Initialen des von 1760 bis 1785 regierenden Landgrafen Friedrich II. von Hessen-Kassel geschmückt. Die ev. Kirche besteht aus dem spätgotischen Westturm mit Turmhelm von 1876 sowie dem Saalbau mit Walmdach von 1774. Die bauzeitliche Ausstattung war bis nach dem 2. Weltkrieg weitgehend erhalten, wurde aber in einer Renovierung vor 1970 durchgreifend verändert.
Der neben dem christlichen Friedhof liegende Jüdische Friedhof wurde 1854 neu angelegt. Bis zum Jahr 1929, dem Jahr der letzten Beisetzung, fanden mindestens 19 Beisetzungen statt. Von den ursprünglich vorhandenen Grabsteinen für Juden aus Liebenau-Niedermeiser und Umgebung, die in den Jahren 1854 bis 1929 verstorben sind, ist nur noch ein einziger vorhanden. Der Friedhof ist ein geschütztes Kulturdenkmal.

## Wirtschaft und Infrastruktur

### Wirtschaftsstruktur
Niedermeiser besitzt keine Industrie, sondern lediglich Landwirtschafts- und Handwerksbetriebe. Im Ort gibt es einige Unterkunftsmöglichkeiten in einer Pension und mehreren Ferienwohnungen.

### Verkehr
Einige Kilometer vom Ort entfernt verlaufen drei Bundesstraßen; 2 km südlich die B 7, 6 km ostnordöstlich die B 83 und knapp 12 km nordwestlich die B 241. Die nächsten Autobahnanschlussstellen befinden sich bei Warburg und Breuna an der A 44. In Warburg und Kassel befinden sich IC- bzw. ICE-Bahnhöfe; Regionalbahnhöfe gibt es in Hofgeismar und Grebenstein. Die nächsten Regionalflughäfen sind der Flughafen Kassel Airport in Calden und der Flughafen Paderborn/Lippstadt. Die Buslinie 47 verkehrt dort zwischen Vellmar-Nord (Anbindung an die Straßenbahnlinie 1 nach Kassel-Wilhelmshöhe (Park)) und dem Flughafen Kassel-Calden (Anbindung an die Buslinie 100 ebenfalls nach Kassel-Wilhelmshöhe (Bahnhof)).